# Lebensgeschichte einer Lokomotive

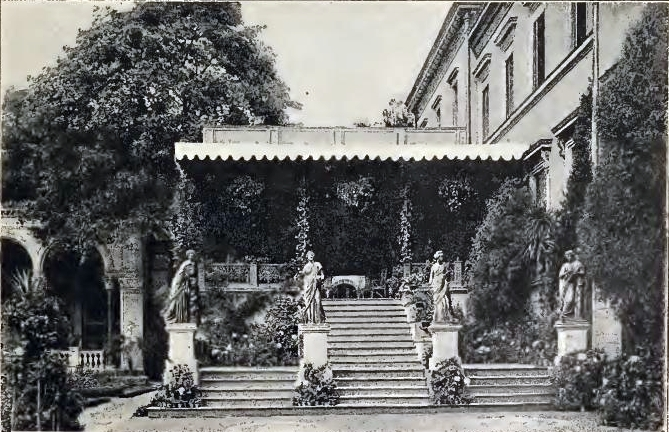
Villa Borsig 1893: Veranda mit Freitreppe, links die Loggia, in der die sieben Monumentalgemälde ausgestellt waren

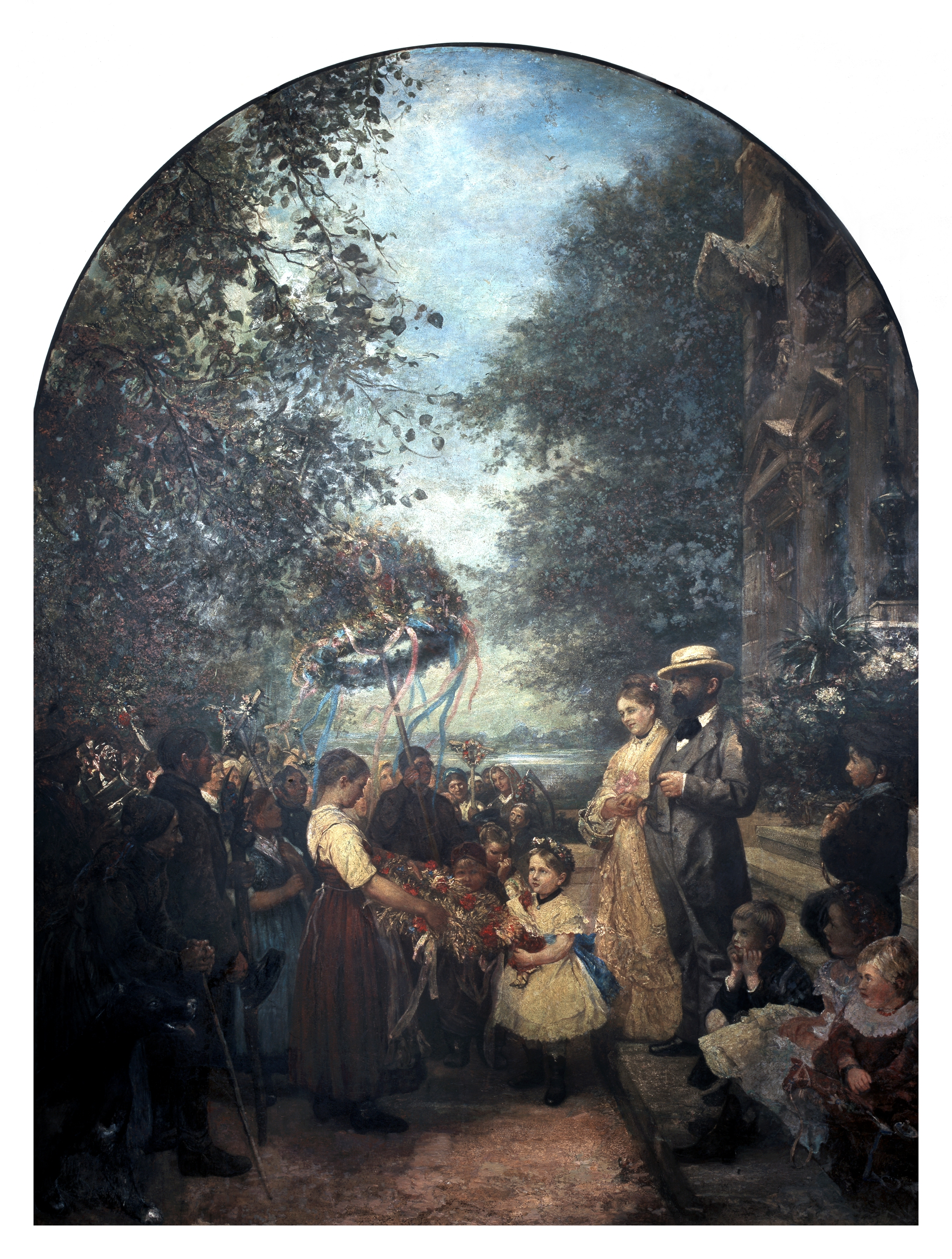
Familie Borsig bei einem Erntefest auf ihrem Gut Groß Behnitz

Die Lebensgeschichte einer Lokomotive ist ein Gemäldezyklus des Malers Paul Meyerheim (1842–1915), den er von 1873 bis 1876 schuf, im Auftrag des Fabrikanten Albert Borsig (1829–1878), Inhaber der Borsigwerke und insbesondere Hersteller von Dampflokomotiven. Es handelt sich dabei um sechs Gemälde in einer Größe von jeweils 357 × 272 Zentimetern und ein etwas kleineres, 315 × 230 Zentimeter groß. Die sechs großen Bilder zeigen die „Metamorphose der Bodenschätze zum Industrieprodukt“ am Beispiel einer Borsig'schen Lokomotive von der Gewinnung des Erzes über verschiedene Produktionsstufen bis hin zu ihrer Verschiffung für den Welthandel. Das siebte, zeitweise als verschollen geltende Bild, zeigt die Familie Borsig bei einem Erntefest auf ihrem Gut Groß Behnitz und stellt den Zusammenhang zwischen Firmen- und Familiengeschichte her.
Die Monumentalgemälde waren in einer Loggia ausgestellt, die nach Plänen des Architekten Heinrich Strack (1805–1880) von 1868 bis 1870 hinter dem Wohnhaus der Familie Borsig in Berlin-Moabit errichtet worden war, und in Öl auf Kupfer ausgeführt, um in diesen offenen Räumlichkeiten witterungsbeständig zu sein. Sie gelten neben Adolph Menzels zeitgleich entstandenem Eisenwalzwerk als frühe Industriedarstellung in Deutschland, sind deutlich idealisiert und haben vor allem einen verherrlichenden, erzählenden Charakter.
Nach dem Abbruch der Villa Borsig Anfang des 20. Jahrhunderts verbrachte man die sechs Bilder des Lokomotivzyklus in die neue Borsig-Villa Reiherwerder, das siebte Gemälde, mit der Darstellung des Erntefestes gelangte auf das Borsig’sche Landgut Groß Behnitz, das es auch abbildet. Am 17. Juni 2010 wurden die sechs Lokomotiv-Bilder in der Liste des national wertvollen Kulturguts eingetragen. Vier von ihnen befinden sich heute im Märkischen Museum, zwei im Deutschen Technik Museum in Berlin. Das siebte Bild, die Darstellung des Erntefestes, kam nach dem Zweiten Weltkrieg in das Nationalmuseum Stettin.
|  | Gewinnung des Erzes Das Gemälde stellt den Erzabbau in den firmeneigenen Grubenfeldern im oberschlesischen Biskupice dar. Märkisches Museum |  | Hochofenabstich Der weitere Produktionsprozess ist in diesem Bild mit der Eisenverhüttung in einer Hochofenanlage, vermutlich ebenfalls in Biskupice, illustriert. Märkisches Museum |
|  | Maschinenfabrik Dargestellt ist die Räderschmiede in der Maschinenhalle der Borsigwerke am Oranienburger Tor. Märkisches Museum |  | Lokomotivbau Dieses Gemälde zeigt die Endmontage an der Lokomotive, zudem die Hallenkonstruktion der Borsigwerke. Deutsches Technikmuseum                                            |
|  | Die Eisenbahnbrücke über den Rhein bei Ehrenbreitstein Auf diesem Bild ist die Begegnung alter und neuer Verkehrssysteme dargestellt, die Kutsche auf der Straße, das Schiff zu Wasser und im Hintergrund die Eisenbahn, die die Pfaffendorfer Brücke zwischen Ehrenbreitstein und Koblenz überquert. Auch diese Brücke ist eine Konstruktionen der Firma Borsig. Deutsches Technikmuseum |  | Welthandel Dargestellt ist die Verschiffung der Lokomotive an einem Kai im Hamburger Hafen. Märkisches Museum                                                                        |